# Militärflugplatz Istrana

i7
i11
i13
Der Militärflugplatz Istrana (ICAO-Code: LIPS) befindet sich in der norditalienischen Region Venetien, rund zehn Kilometer westlich der Provinzhauptstadt Treviso, auf dem Gebiet der Gemeinde Istrana. Die manchmal verwendete Bezeichnung „Treviso-Istrana“ dient der Abgrenzung vom knapp neun Kilometer südöstlich gelegenen, inzwischen zivilen Flughafen Treviso.

## Infrastruktur und Nutzung
Der in der Ebene zwischen den Alpen und Venedig gelegene Militärflugplatz Istrana hat eine knapp drei Kilometer lange, in West-Ost-Richtung verlaufende Start- und Landebahn (08/26). Nördlich der Piste und der parallel dazu verlaufenden Rollbahn befinden sich bei der Ortschaft Pezzan militärische Anlagen mit Abstellflächen und geschützten Flugzeugunterständen. Istrana ist an das Northern Italy Pipeline System angeschlossen.
Auf dem Flugplatz ist das 51. Geschwader (51º Stormo) der italienischen Luftwaffe stationiert. Es verfügt neben verschiedenen Unterstützungseinheiten seit Ende 2016 über nur noch eine fliegende Staffel, die 132º Gruppo, die mit Kampfflugzeugen vom Typ Eurofighter F-2000A Typhoon ausgerüstet ist. Diese werden insbesondere zur Sicherung des Luftraums über Norditalien und, im Rahmen der grenzüberschreitenden Luftraumüberwachung innerhalb der NATO, bei Bedarf auch über Slowenien eingesetzt. Hierfür steht in Istrana permanent eine Alarmrotte bereit. Teil des Geschwaders ist eine kleinere fliegende Einheit (651ª Squadriglia Collegamenti) mit einigen Verbindungsflugzeugen, Jettrainern und Hubschraubern.

## Geschichte
Der Flugplatz von Istrana wurde im Ersten Weltkrieg von etlichen italienischen Staffeln genutzt und blieb in seiner ursprünglichen Form bis zum Zweiten Weltkrieg in Gebrauch. In seiner heutigen Form entstand er Anfang der 1950er Jahre während des eskalierenden Kalten Krieges. Wegen seiner strategisch bedeutenden Lage in Nordostitalien griff die italienische Regierung und das Militär 1952 zu drastischen Maßnahmen, um den Neubau des Flugplatzes zu ermöglichen. Es kam zu Enteignungen bei rund 100 ortsansässigen Landwirten, die in der Folge mit ihren Familien zum Teil auswanderten. Erst im Lauf der Zeit konnte sich der Flugplatz mit seinen Soldaten gut in das gesellschaftliche Umfeld integrieren.

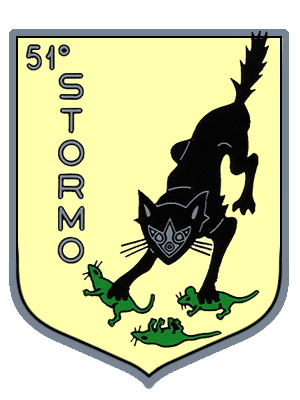
Wappen 51. Geschwader

Der Militärflugplatz Istrana wurde unmittelbar nach seiner Wiedereröffnung im Jahr 1954 Standort des 51. Geschwaders und ab 1956 auch des 1. Geschwaders. Der damaligen Luftwaffenstruktur entsprechend wurden sie auf Brigade-Niveau angehoben. Der 51ª Aerobrigata unterstanden drei fliegende Staffeln (21º, 22º und 23º Gruppo), welche schrittweise die F-84 in den Versionen G und F und dann die F-86K erhielten. Darüber hinaus bildete man mit diesen Flugzeugen in Istrana eine Kunstflugstaffel (Tigri Bianche). Das 1. Geschwader blieb mit seinen F-86K nur drei Jahre auf dem Flugplatz und wurde dann als 1ª Aerobrigata ein Flugabwehrraketen-Verband mit Stab in Padua.
Die 51ª Aerobrigata wurde 1967 wieder zu einem Geschwader herabgestuft (51º Stormo) und verlor erst die 21º Gruppo an das 53. Geschwader in Cameri und dann die 23º Gruppo an das 5. Geschwader in Rimini-Miramare. Gleichzeitig rüstete man diese Staffeln mit der F-104 Starfighter aus. 1973 erhielt das 51. Geschwader in Istrana die 155º Gruppo aus Piacenza, die mit ihren Starfightern in der Jagdbomberrolle operierte, während die Starfighter der 22º Gruppo bis zu ihrer Auflösung im Februar 1999 als Abfangjäger eingesetzt wurden. Die 155º Gruppo ging Anfang 1985 nach Ghedi und rüstete auf Tornados um. Ihren Platz in Istrana nahm 1989 die 103º Gruppo ein, die zuvor mit ihren G.91R in Treviso-Sant’Angelo Teil des 2. Geschwaders (2º Stormo) gewesen war und nun als erste italienische Staffel neue AMX-Kampfflugzeuge erhielt.
An die Stelle der 1999 aufgelösten 22º Gruppo trat die 132º Gruppo, die vom aufgelösten 3. Geschwader aus Verona-Villafranca kam. Somit verblieben beim 51. Geschwader in Istrana die beiden mit AMX-Jagdbombern (A-11A Ghibli) ausgerüsteten Staffeln 103 und 132. Im Juli 2014 wurde die 101º Gruppo, eine Ausbildungsstaffel mit zweisitzigen AMX-T (TA-11A), von Amendola nach Istrana verlegt und damit die gesamte, zwischenzeitlich modernisierte AMX-Flotte dort konzentriert. Im September 2016 erfolgte die Auflösung der 103º Gruppo, im November 2016 die Auflösung der 101° Gruppo. Die verbliebenen AMX bzw. A-11B/TA-11B des 51. Geschwaders wurden nunmehr in der 132. Staffel zusammengefasst.
Nach der Auflösung einer Jagdstaffel auf dem Militärflugplatz Cervia bei Rimini im Jahr 2010 wurde das 4. Geschwader im mittelitalienischen Grosseto für die Sicherung des Luftraumes über Norditalien und Slowenien zuständig. Da auf Grund der größeren Entfernung insbesondere aus Slowenien Kritik an den Reaktionszeiten kam, wurde im Januar 2017 in Istrana eine F-2000A Typhoon-Alarmrotte stationiert, die bis 2020 im Wechsel von den Geschwadern in Gioia del Colle und Grosseto gestellt wurde. Seit 2020 hat das 51. Geschwader in Istrana eigene Typhoon, die dort bis April 2024 die AMX schrittweise ablösten. Für die Stationierung der Typhoon hat man auf dem Militärflugplatz Istrana die nötigen Umbau- und Modernisierungsarbeiten durchgeführt.
Zwischen 1995 und 1999 nahmen italienische und französische Kampfflugzeuge von Istrana aus an Einsätzen zur Unterstützung internationaler Missionen im ehemaligen Jugoslawien teil.

## Sonstiges
- Auf dem hier abgebildeten Geschwaderwappen ist die schwarze Katze des 51. Geschwaders zu sehen, die dem Beinamen Black Cats zugrunde liegt. Die grünen Mäuse waren einst im Wappen des aufgelösten 12. Geschwaders. In den 1930er Jahren unterlag Letzteres bei einer Übung dem 51. Geschwader, was dieses in obiger Form auf seinem Wappen verewigte.
- Die 132. Jagdbomberstaffel, eine ehemalige Torpedobomberstaffel, unterstand im Zweiten Weltkrieg (als fliegende Gruppe im ursprünglichen Sinn) dem hochdekorierten Bomberpiloten Carlo Emanuele Buscaglia. Aus diesem Grund führten Flugzeuge der Staffel bis Anfang des 21. Jahrhunderts den Schriftzug Buscaglia am Rumpf oder Leitwerk. Auch diese Staffel hat seit dem Zweiten Weltkrieg vier schwarze Katzen im Wappen.
- Am 22. November 1981 fand auf dem Militärflugplatz Istrana ein Beschleunigungsrennen zwischen einem Starfighter des 51. Geschwaders und einem Formel-1-Ferrari statt. Gilles Villeneuve bezwang den Starfighter auf der 1-km-Distanz knapp.
- AMX-Kampfflugzeuge des 51. Geschwaders aus Istrana waren regelmäßig auf dem militärischen Teil des Flughafens Treviso zu sehen. Dort befindet sich ein Instandhaltungsverband, der für die Grundüberholung dieses Flugzeugtyps zuständig war. Die offizielle Außerdienststellung der AMX erfolgte in Istrana am 5. April 2024.